# VK Ostrava
Volejbalový klub Ostrawa – czeski klub siatkarski z Ostrawy, założony w 1921 roku. Od sezonu 2003/2004 tytularnym sponsorem jest przedsiębiorstwo DHL. Obecnie występuje w najwyższej klasie rozgrywkowej (Extralidze).

## Nazwy klubu
- 1921–1948 – TJ Sokol Vítkovice
- 1948–1952 – Sokol VŽKG
- 1952–1957 – DSO Baník Vítkovice
- 1957–1970 – TJ VŽKG
- 1970–1977 – TJ VŽKG Vítkovice
- 1977–1999 – VK Vítkovice
- 1999–2003 – VK DANZAS
- 2003–2010 – VK DHL Ostrawa

## Sukcesy
Mistrzostwo Czechosłowacji:
- 1968

Puchar Czech:
- 2006, 2010, 2012, 2015

Mistrzostwo Czech:
- 2006, 2013
- 2008, 2011
- 2009, 2019

## Kadra
Sezon 2013/2014
- Pierwszy trener: Zdeněk Šmejkal
- Asystent trenera: Jaromír Švasta

| Nr | Imię i nazwisko   | Data ur. | Wzrost | Pozycja      |
| -- | ----------------- | -------- | ------ | ------------ |
| 1  | Tomáš Dvořák      | 1995     | 183    | rozgrywający |
| 2  | Igor Rehák        | 1989     | 200    | atakujący    |
| 3  | Michal Čechmánek  | 1984     | 199    | środkowy     |
| 4  | Nicholas Castello | 1989     | 173    | libero       |
| 6  | Zdeněk Haník      | 1986     | 177    | rozgrywający |
| 7  | Erik Sundberg     | 1992     | 203    | przyjmujący  |
| 8  | Adam Záhorský     | 1991     | 190    | przyjmujący  |
| 10 | Jakub Červený     | 1989     | 200    | środkowy     |
| 11 | Jan Rodek         | 1990     | 196    | przyjmujący  |
| 12 | Dominik Fořt      | 1989     | 191    | przyjmujący  |
| 13 | Richard Mauler    | 1989     | 196    | przyjmujący  |
| 15 | Jakub Karásek     | 1990     | 182    | przyjmujący  |
| 16 | Tomáš Široký      | 1982     | 196    | środkowy     |
| 17 | Pavel Srkal       | 1983     | 198    | środkowy     |